# منظمة المساواة العرقية
لعبت منظمة المساواة العرقية (CORE)، منظمة أفروأمريكية للحقوق المدنية في الولايات المتحدة الأمريكية، دورًا محوريًا للأفارقة الأمريكيين في حركة الحقوق المدنية. تأسست عام 1942، وكانت مهمتها المعلنة هي «تحقيق المساواة بين جميع الناس بغض النظر عن العرق، أو العقيدة، أو الجنس، أو العمر، أو الإعاقة، أو التوجه الجنسي، أو الدين، أو الخلفية العرقية». شاركت المنظمة في جولات الحرية حيث ركب الطلاب الجامعيون حافلات غراي هاوند متجهين إلى أقصي الجنوب. مثلما ازداد تأثير المنظمة؛ تزايد كذلك عدد فروعها في جميع أرجاء الدولة في نهاية المطاف. بالرغم من أن المنظمة ظلت جزءًا فاعلًا في الصراع من أجل التغيير، إلا أن البعض قد لاحظ أن قلة التنظيم والقيادة الفعالة أدى إلى انتهاء مساهمتها في العدالة الاجتماعية.

## خلفية تاريخية

### التأسيس
تأسست منظمة المساواة العرقية في شيكاغو بولاية إلينوي، في مارس عام 1942. تتضمن قائمة الأعضاء المؤسسين للمنظمة جيمس ليونارد فارمر، وآنا باولين «باولي» موري، وجورج ميلز هاوزر، وإلسي برنيس فيشر، وهومر أيه. جاك، وجيمس روبنسون. ضمت المنظمة، من بين خمسين عضوًا مؤسسًا، ثمانٍ وعشرين رجلًا واثنتين وعشرين امرأةً، ثلثهم تقريبًا كانوا من السود، والثلثين الباقيين من البيض. أشار لاحقًا كلًا من بايرد وهاوزر أن بايرد رستن كان «مساندًا لمنظمة المساواة العرقية» وأمدها بالدعم الكبير، رغم أنه لم يكن عضوًا مؤسسًا في المنظمة. طورت المجموعة حركة المصالحة السلمية، وسعت لتطبيق مبدأ لا للعنف كتكتيكٍ ضد التمييز العنصري.
استلهمت المجموعة دعم الزعيم القومي الهندي مهاتما غاندي للمقاومة السلمية. كان الصحفي والكاتب كريشنالال شريدهارانى، والذي اشتهر بكونه متحدثًا مسرحيًا رنانًا، مقربًا من غاندي وسُجن معه في مسيرة الملح، والذي كان لكتابه حرب بلا عنف، المنشور عام 1939، عميق الأثر على المنظمة. كانت حركة الاستقلال في الهند بقيادة غاندي ضد الاستعمار البريطاني تبلغ ذروتها أثناء الفترة التي تأسست فيها منظمة المساواة العرقية. سعت المنظمة لتطبيق تكتيك السلمية ضد الاستعمار التي رادها غاندي وأتباعه ليتحدوا بنجاحٍ التمييز العنصري والعنصرية في الولايات المتحدة من خلال العصيان المدني.
تأسست، طبقًا لدستور منظمة المساواة العرقية وقوانينها الداخلية؛ في بداية ستينيات القرن العشرين ومنتصفها، تيارات على نموذج مشابه للذي عليه النقابة الديموقراطية، مع اجتماعاتٍ شهرية للأعضاء، وضباط الشرطة المنتخبين وغير مدفوعي الأجر عادةً، وعدد كبير من اللجان المتطوعة. عارضت، في الجنوب، حملات الحراك المباشر السلمي للمنظمة قوانين جيم كرو للفصل العنصري والتمييز الوظيفي، وناضلت من أجل حق الانتخاب. ركزت المنظمة، خارج الجنوب، على التمييز في العمل والمسكن، وأيضًا على الفصل العنصري في مذهب دي فكتو (حكم الأمر الواقع). قوانين جيم كرو هي قوانين طبقت الفصل العنصري والتمييز العرقي في الولايات المتحدة.
كان لدى البعض من القيادات الرئيسية في منظمة المساواة العرقية خلافاتٍ مع جمعية الشمامسة للدفاع والعدالة حول التهديد العام لجمعية الشمامسة للعنصريين الجنوبيين بأنهم سيستعملون الدفاع النفسي المسلح لحماية العمال في منظمة المساواة العرقية من المنظمات العنصرية مثل كلو كلكس كلان في لوزيانا خلال الستينيات. دعم آخرون الجمعية بشدة. حاول فارمر، بحلول منتصف الستينيات، دمج عناصر منبثقة من آراء القومية السوداء ضمن المنظمة، تلك الآراء التي ستؤدي سريعًا، ضمن ما تؤدي إليه، إلى تبني شعار القوة السوداء. فشل فارمر في تسوية تلك الضغوطات، واستقال عام 1966، لكنه دعم خليفه فلويد مكيسيك.
امتلكت المنظمة، بحلول عام 1961، ثلاثةً وخمسين فرعًا في أرجاء الولايات المتحدة. بحلول عام 1963، كانت معظم المراكز المدنية في الشمال الشرقي، والغرب الأوسط، ووسط المحيط الأطلسي، والساحل الغربي لديها فرعًا أو أكثر للمنظمة، متضمنةً عددًا متصاعدًا من الفروع في الأحرام الجامعية. امتلكت المنظمة فروعًا ومخططاتٍ فاعلة في الجنوب في لوزيانا، والمسيسبي، وفلوريدا، وكارولينا الجنوبية، وكنتاكي.

### إيرين مورغان
اعتُقلت إيرين مورغان عام 1944، وهي امرأة أفريقية أمريكية، لرفضها أن تنتقل من قسم المقاعد الأمامية المخصصة لذوي البشرة البيضاء إلى قسم المقاعد الخلفية المخصصة لذوي البشرة السوداء في حافلة غراي هاوند أثناء سفرها من فرجينيا إلى ماري لاند. أُحيلت قضية مورغان إلى المحكمة العليا في الثالث من يونيو عام 1946 تحت اسم مورغان ضد فيرجينيا، عقب دعم محكمة ولاية فيرجينيا لإدانتها واعتقالها.

#### مورغان ضد فيرجينيا
لم يتضمن فريق دفاع مورغان في بادئ الأمر غير سبوتسود روبينسون، لكن لاحقًا انضم إليهم محاميان من الجمعية الوطنية للنهوض بالملونين وهما ثورغود مارشال وويليام هاستي. استخدما بند التجارة بين الولايات في الدستور، والذي ينص على أنه لا يمكن للولايات أن تفرض قوانين تعارض المسافريين الذين يعبرون حدود الولاية ليستخدما بذلك التكتيك السائد في الترافع عن قضيتها. لم تقتنع مع ذلك محكمة فيرجينيا بهذه المرافعة.
بطريقةٍ معاكسة، حكمت المحكمة العليا لصالح إيرين وأكدت أن تشريع فيرجينيا لا يفرض التمييز بين المسافريين في الحافلات. ألهم هذا القرار التاريخي أعضاء منظمة المساواة العرقية كي يسعوا في طرقٍ سلمية لمناهضة التمييز العنصري خارج نظام المحاكم.

### فرع منظمة المساواة العرقية في بروكلين
في مدينة نيويورك، كان فرع المنظمة المساواة العرقية يُعد أحد أهم الفروع الراديكالية للمنظمة. استعمل هذا الفرع تكتيكاتٍ عدوانية متزايدة مركزًا على التمييز العرقي. استخدم أيضًا النشاط المجتمعي في المقام الأول، والذي جعله أحد أكثر الفروع تأثيرًا في التاريخ. نظمت المجموعة احتجاج «ستال إن» في عام 1964، فتعمدوا تعطيل حركة المرور إلى المعرض العالمي؛ بهدف جذب الانتباه إلى التمييز العنصري، والذي كان أحد أهم محاور اهتماماتهم. أدت التكتيكات العدوانية للفرع إلى تعليق عضويته من المجموعات القومية لمنظمة المساواة العرقية.
استخدم الفرع شعار «على جيم كرو أن يرحل» لزيادة الوعي حول التعليم غير المتكافئ الذي كان يواجهه الأطفال الأميريكيون من أصلٍ إفريقي في هذا الوقت، وكذلك المعاملة غير المتكافئة بشكلٍ عام للأميريكين الأفارقة. وبينما كان هذا الشعار يرتبط عادةً بالجنوب بسبب قوانين جيم كرو، فإن استخدامه في الشمال سمح لقادة فرع المنظمة بالحصول على إقرارٍ عام بأن الشمال أيضًا كان يواجه ضايا التمييز العنصري، تمامًا كما فعل الجنوب.